# Charles Gardiner
Charles Gardiner (21 février 1720 - 20 novembre 1769) est un propriétaire foncier et homme politique irlandais.

## Biographie
Il est le fils de Luke Gardiner et de son épouse Anne, fille d'Alexander Stewart et la petite-fille de William Stewart (1er vicomte Mountjoy) (en). Le 20 mars 1741, il épouse Florinda, fille de Robert Norman.
De 1742 à 1760, il représente Taghmon à la Chambre des communes irlandaise . Il est admis au Conseil privé d'Irlande le 15 septembre 1758 .
Gardiner hérite des biens de la famille de sa mère, les Stewarts  à la suite du décès de William Stewart (1er comte de Blessington) et 3e vicomte Mountjoy, le 14 août 1769. Il meurt plus tard la même année et est remplacé par son fils aîné Luke, pour qui le titre Mountjoy est ravivé en 1785. Le comté de Blessington est également relancé, en 1816 pour le fils de Luke Charles.
Il a également une fille Anne, plus tard comtesse de Clancarty, et un fils, William Neville Gardiner, ambassadeur britannique en Pologne.
Beaucoup de documents de propriété irlandaise de Gardiner et certaines cartes sont maintenant à la Bibliothèque nationale d'Irlande dans la section des manuscrits.